# Originální pražský synkopický orchestr
Originální pražský synkopický orchestr (anglicky Original Prague Syncopated Orchestra, zkracováno na OPSO) je český orchestr hrající dobový jazz, swing, blues a spoustu dalších stylů z let 1922–1933, např. charleston, black bottom, foxtrot.
Orchestr byl založen muzikologem Pavlem Klikarem na podzim roku 1974 původně jako kvintet – se třemi dechovými nástroji a dvoučlennou rytmickou sekcí, tvořenou pianem a banjem. Již od začátku zněl band neuvěřitelně věrně díky přesné interpretaci hudebníků a díky studiu a analýze stylu, ve kterém se hrálo ve dvacátých letech. Taktéž se analyzoval styl improvizace, který byl jiný než dnes, takže byla autenticita ještě větší. Band samozřejmě používá dobové nástroje.
OPSO je známý po celém světě a dalo by se říct, že je to stylově nejčistší a umělecky nejpřesvědčivější band na světě.[zdroj?] Hraje přes 260 melodií z let 20.–30., které bývají málokdy známé přesně, jak bychom je mohli slyšet na původních nahrávkách. Momentálně hraje v komorním obsazení, se kterým se začínalo – 7 až 8 hudebníků. Pořádají koncerty v Blues sklepě nebo na Karlově mostě v Praze.

## Historie
Roku 1976 přibyl do orchestru druhý saxofon a housle a také zpěvák – Ondřej Havelka. Po jisté době bylo vydáno první album i se zpěvem. O dva roky později, v květnu, skončila éra osmičlenného obsazení – na jazzovém festivalu v holandské Bredě. Na podzim k souboru přibyli další 4 hudebníci a orchestr tak dostal vzhled pravého amerického big bandu dvacátých let. V klasické sestavě bylo obsazení: 3× plátkové nástroje, 3× trumpety, suzafon a banjo, piano, 2× housle, bicí.
V této sestavě hráli (kromě alba Sám s děvčetem v dešti, kde suzafon nahradila basa a banjo kytara), až do odchodu Ondřeje Havelky, který odešel roku 1995, aby založil svůj vlastní big band. V dalším albu už bylo poznat, že souboru něco chybí. Alba Walking and Swinging a Blues pro tebe (s Jiřím Suchým) už neměla ten šmrnc dvacátých let, ale spíše přešla do swingového stylu.
V následujícím albu, Goin' Crazy with The Blues, se ansámbl zmenšil na naprosté minimum: trumpeta, housle, 2 kytary a zpěvačka Alice Bauer.
A v posledním albu se navrací ke svým začátkům, avšak hrají spíše blues, s jiným nádechem nežli v dřívějších albech.

## Členové
1974–1977:
- Pavel Klikar – kornet, melofon, piano, kapelník
- Jan Štolba – klarinet, altsaxofon
- František Rubáš – klarinet, tenorsaxofon, bassaxofon
- Tomáš Velínský – trombon
- Zbyněk Malý – housle, violinofon
- Jura Gilík – piano, klarinet
- Jiří Šícha – banjo
- Ondřej Havelka – zpěv

1978–1987:
- Pavel Klikar – kornet, trubka, melofon, piano, kapelník
- Oleg Petruš – kornet, trubka
- Michal Krása – trubka
- Tomáš Velínský – trombon, zpěv
- Jan Štolba – klarinet, altsaxofon
- František Rubáš – klarinet, tenorsaxofon, bassaxofon
- Pavel Jordánek – klarinet, altsaxofon
- Jan Burle – klarinet, altsaxofon
- Luboš Hajný – klarinet, tenorsaxofon
- Václav Harmáček – klarinet, altsaxofon
- Zbyněk Malý – housle, violinofon, zpěv
- Zuzana Ondřejčková – housle, violinofon
- Kateřina Trnavská – housle
- Radim Sedmidubský – housle
- Jura Gilík – piano, klarinet, foukací harmonika, zpěv
- Jiří Šícha – banjo
- Jaroslav Pospíšil – kytara
- Jiří Malý – kytara
- Michal Pospíšil – suzafon, kontrabas
- Michal Hejna – bicí, xylofon, marimba
- Ondřej Havelka – zpěv

1987 a dále se v orchestru střídali i další hudebníci:
- Jan Šimůnek – housle, violinofon
- Petr Vyoral – housle, zároveň hraje v big bandu Ondřej Havelka a jeho Melody Makers
- Pavel Jordánek – klarinet, sopransaxofon, zároveň hraje v big bandu Ondřej Havelka a jeho Melody Makers
- Tomáš Jirák – klarinet, sopransaxofon
- Tomáš Černý – klarinet, altsaxofon
- Roman Novotný – klarinet
- Petr Kroutil – klarinet, altklarinet
- Michal Zpěvák – klarinet, sopransaxofon, tarogato – odešel z Melody Makers do OPSO
- Vojtěch Pospíšil – klarinet, basklarinet
- Jakub Šnýdl – klarinet
- Jan Tříska – klarinet, zároveň hraje v big bandu Ondřej Havelka a jeho Melody Makers
- Zbyněk Dobrohruška – banjo
- Petr Tichý – kytara
- Antonín Šturma – kytara
- Petr Wajsar – kytara
- Jiří Šícha – kytara
- Marek Rejhon – kytara
- Antonín Šturma – kontrabas
- Ondřej Landa – kontrabas
- Ondřej Balcar – kontrabas
- Martin Zpěvák – kontrabas
- Josef Šťastný – kontrabas, suzafon
- Jiří Gilík – piano
- Petra Ernyeiová
- Alice Bauer – zpěvačka
- Adéla Zejfartová – zpěvačka

## Diskografie
- LP / CD

1. Originální pražský synkopický orchestr (1976, SP Panton)
2. Ragtime – 2 skladby na LP (1977, LP Supraphon)
3. Original Prague Syncopated Orchestra at Breda Jazz Festival (1979, LP Jazz Crooner, Holland)
4. Originální pražský synkopický orchestr – první album s Havelkou (1979, LP Supraphon & WAM – Germany)
5. Srdce Mé Odešlo Za Tebou – 2 skladby (1980, SP Panton)
6. Stará Natoč Gramofon (1982, LP Panton + reed. CD)
7. Jazz & Hot Dance Music 1923 – 31 (1984, LP Panton + reed. CD)
8. Sám s děvčetem v dešti (1989, LP Panton + reed. CD)
9. Hello Baby – poslední album s Havelkou (1994, CD EMI – Monitor)
10. Walking and Swinging (1996, CD EMI – Monitor)
11. Blues pro Tebe (1998, CD EMI – Monitor)
12. Goin´ Crazy with The Blues (2002, CD BWS)
13. Sweet Like This (2006, CD BWS)
14. Thanks For the Buggy Ride (2024, CD)

## Televize
- 1993 Originální pražský symfonický orchestr dává foxtrot From monday on (TV klip)
- 1993 Originální pražský symfonický orchestr dává slow-fox Sám s děvčetem v dešti (TV klip)